# 나라사랑공원 (서산시)
나라사랑공원은 충청남도 서산시 동문동 161번지에 있는 공원이자 현충시설이다. 다른 이름으로는 동문 근린공원이 있다.
서산시청에서 관리를 하고 있다. 공원 가운데에 나라사랑기념탑이 있고, 일제강점기의 유물인 황국신민서사지주가 있다.

## 시설

### 서산시나라사랑기념탑
서산시나라사랑기념탑은 서산시 출신의 독립유공자와 6·25전쟁과 베트남전쟁 참전자를 추모하기 위한 기념탑이다. 3개의 보조탑에 독립유공자 44명, 6.25참전유공자 2705명, 베트남참전유공자 596명의 이름을 새겨, 총 3345명의 국가유공자를 기리고 있다. 2012년 1월 17일에 준공되었다. 2012년 5월 17일 기념탑 준공식을 하였다.

### 황국신민서사지주
황국신민서사지주는 일제강점기인 1937년에 민족말살정책의 일환으로 내선일체, 황국신민화 강요를 위해 '일본 왕에게 충성을 다하겠다'는 내용을 새긴 표지석이다.
2013년 3월 22일에 서산시는 서산시청 정문 느티나무 주변에 방치되어있던 이 비석을 나라사랑공원 내로 이전하였다. 서산시는 일본 제국주의 망동이 사라지기를 기원하면서 비석을 쓰러뜨려 놓고 전시하는 ‘홀대전시’의 방법으로 전시하였다고 밝혔다.

## 역사
- 2006년 1월 10일: 서산시의회가 '나라사랑공원 위원회 설치 및 운영 조례'[5](조례 제548호)를 제정하여, 공원조성사업을 공식화

- 2009년 2월 : 국가보훈처에 나라사랑기념탑 건립 사업을 신청[3]

- 2009년 11월 : 공원조성계획(안) 주민공람 및 설명회[1]

- 2010년 1월 : 기념탑 건립 사업에 국비 2억 5천만원 확보[3]

- 2011년 2월 : 기념탑 건립 사업에 도비 1억 6천만원 확보[3]

- 2011년 3월 : 나라사랑공원[1] 및 기념탑 건립[3] 착공.

- 2011년 11월 : 나라사랑공원 공사 완료[1]

- 2012년 1월 17일 : 기념탑 준공[2]

- 2017년 9월 29일 : 조례의 목적 달성에 따라 '2017년 자치법규 일제정비'로 '나라사랑공원 위원회 설치 및 운영 조례' 폐지(조례 제1215호).[2][5]